# Тоја (Тексас)
Тоја (енгл. Toyah) град је у америчкој савезној држави Тексас. По попису становништва из 2010. у њему је живело 90 становника.

## Демографија
Према попису становништва из 2010. у граду је живело 90 становника, што је 10 (10,0%) становника мање него 2000. године.
| Група             | 2000.      | 2010.      |
| Белци             | 38 (38,0%) | 41 (45,6%) |
| Афроамериканци    | 4 (4,0%)   | 2 (2,2%)   |
| Азијати           | 0 (0,0%)   | 0 (0,0%)   |
| Хиспаноамериканци | 51 (51,0%) | 46 (51,1%) |
| Укупно            | 100        | 90         |